# Terrell County, Texas
Terrell County är ett administrativt område i delstaten Texas, USA, med 984 invånare (2010). Den administrativa huvudorten (county seat) är Sanderson.

## Geografi
Enligt United States Census Bureau har countyt en total area på 6 107 km². Hela den arean är land, inget är vatten.

### Angränsande countyn
- Pecos County - norr och väster
- Crockett County - nordost
- Val Verde County - öster
- Brewster County - sydväst
- Mexiko - söder